# Lake Tekapo

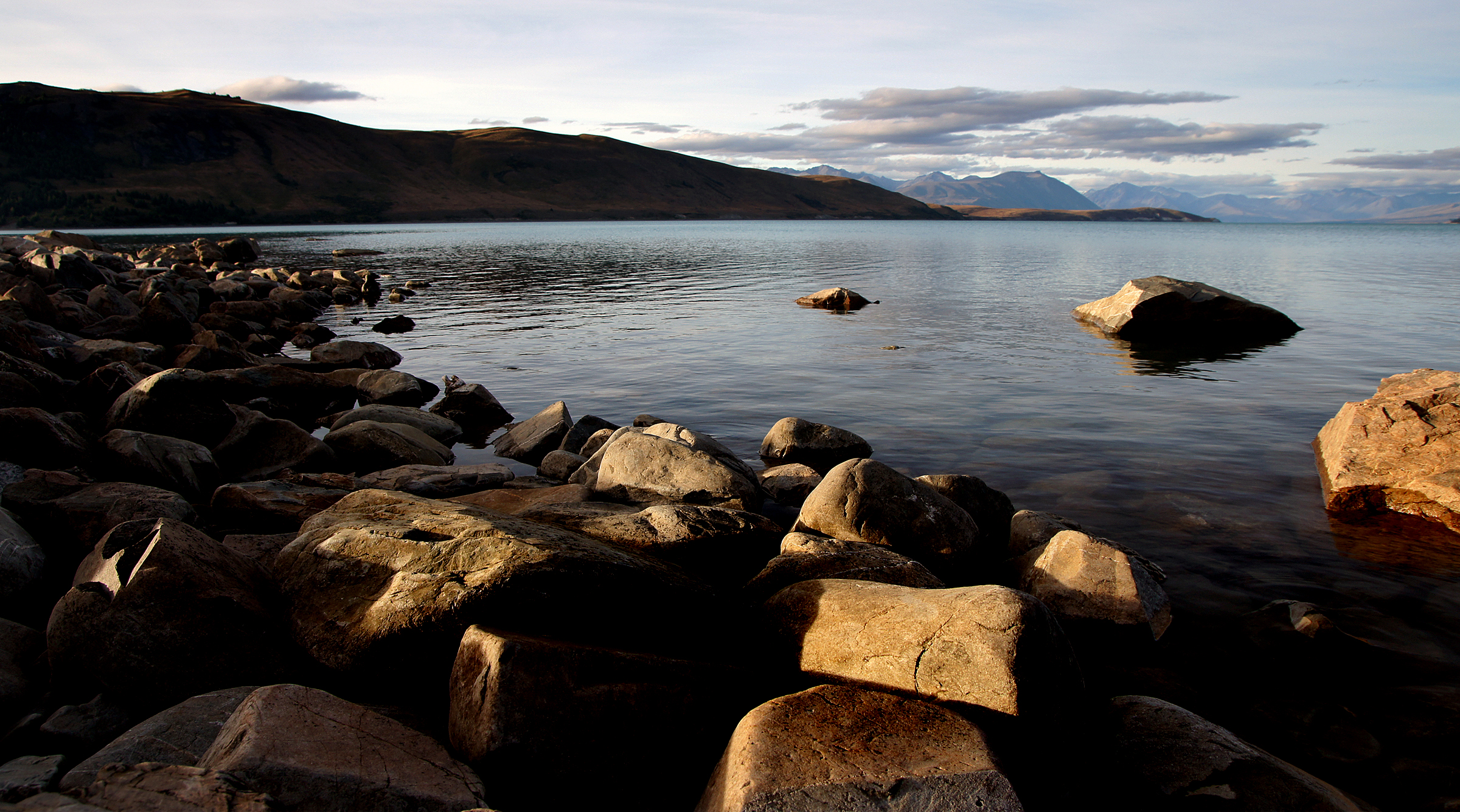

Lake Tekapo es una pequeña población situada en la orilla sur del lago Tékapo, en la Región de Canterbury, dentro de la Isla Sur de Nueva Zelanda. El lago es un destino turístico popular y hay varios hoteles en la localidad. El lago vierte sus aguas en el río Tékapo, cerca de la población.
Debido a su atmósfera clara, el gran número de noches sin nubes y la ausencia de contaminación lumínica el Observatorio de la Universidad Mount John se encuentra en una pequeña colina al norte de la ciudad y al sur del pequeño Lago Alexandrina. Fue establecido por la Universidad de Pensilvania (que buscaba una ubicación en el hemisferio sur), pero en la actualidad depende de la Universidad de Canterbury. Entre 1969 y 1982, la Fuerza Aérea de los Estados Unidos mantuvo una estación de rastreo de satélites junto al observatorio.
El Ejército de Nueva Zelanda dispone de un campo de entrenamiento en Lake Tekapo. Se utiliza para maniobras generales y para la planificación de las fuerzas enviadas a Afganistán.
- Datos: Q5414035
- Multimedia: Lake Tekapo (town) / Q5414035